# Recht, nicht Rache (Film)
Recht, nicht Rache (Originaltitel Murderers Among Us: The Simon Wiesenthal Story) ist ein Filmdrama aus dem Jahr 1989, das die Lebensgeschichte des Nazijägers Simon Wiesenthal erzählt.

## Handlung
Die US-Armee erreicht am 5. Mai 1945 das KZ Mauthausen. Inmitten all des Grauens und der halb toten Häftlinge, die die GIs empfangen, befindet sich Simon Wiesenthal.
Bereits wenige Tage nach seiner Befreiung kann er in der nahe gelegenen Stadt Mauthausen einen führenden SS-Obersturmführer aus dem KZ identifizieren und ihn den Behörden ausliefern. Damit beginnt seine beispiellose Karriere als Nazijäger.
Gleichzeitig kann er mit seiner Frau Cyla Wiesenthal in Österreich eine neue Existenz gründen. Wie durch ein Wunder hat auch sie den Horror überlebt. Beide bekommen bald darauf eine Tochter – Paulina – die oft nicht begreifen kann, warum ihr Vater Menschen wie Adolf Eichmann mit Besessenheit verfolgt.
Ihm geht es darum, Recht zu fordern, und nicht Rache zu üben.

## Hintergrund
Der Film wurde in Österreich und Tschechien gedreht.
Es war Ben Kingsleys erste von drei Filmrollen, in der er einen Juden im Holocaust verkörpern sollte. Die beiden Folgeprojekte waren 1994 Schindlers Liste und 2001 Anne Frank.
Ein Fehler betrifft die Darstellung von Wiesenthals Tochter Pauline (im Film Paulina), die 1946 geboren wurde. Im Film ist sie zwischen 15 und 17 Jahre alt, als 1982 der Sprengstoffanschlag auf die Wohnung ihres Vaters in Wien verübt wird; tatsächlich war sie zu diesem Zeitpunkt jedoch bereits 36 Jahre alt.

## Kritiken
„Die episodisch akzentuierte, aber überlange Erzählung verdankt ihre Wirkung den bewegenden Dialogen sowie der professionellen Regie und Darstellung.“

## Auszeichnungen
Der Film wurde in den Kategorien
- „Bestes Drehbuch“
- „Bester Film / Drama“
- „Bester Männlicher Hauptdarsteller“

mit einem Emmy nominiert, für das „Beste Drehbuch“ bekam er den Fernseh-Oscar.
Des Weiteren wurde Ben Kingsley für den Golden Globe in der Kategorie „Bester männlicher Hauptdarsteller“ nominiert.